# Trichoceronia thermitana
Trichoceronia thermitana là một loài ruồi trong họ Tachinidae.